# L'Atelier des cahiers
 (août 2017).
L' Atelier des Cahiers est une maison d'édition française. Elle publie des revues et des livres proposant un autre regard sur l'Asie du Sud-Est, la Corée et la littérature coréenne depuis 1998. Elle est lauréate du prix littéraire de l'Asie 2016, décerné par l'ADELF,. Elle est dirigée depuis 2006 par Benjamin Joinau et Yves Millet.
C'est une association loi 1901.

## Publications

### Littérature
- Éric Bidet, Pérégrinations coréennes.
- Impressions papiers hanji.
- Pak Wan-seo, Trois jours en automne, 2016.
- Pak Wan-seo, Hors les murs, 2012 (réimpr. 2016).
- Park Ynhui, L'Ombre du vide, 2012.
- Marcela Dvorakoa et Rodolphe Meidinger, Les Saisons de Nami, 2013.
- Cathy Rapin et Rhee Kwang-bok, Mises à nu coréennes, 2014.
- Kim Won-il, Crépuscules, 2014Prix Daesan 2014 pour la traductrice, Hélène Lebrun[7]
- Rodolphe Meidinger et Kim Hyeong-jun, La Porte des secrets et autres contes de Corée.
- Hyun Jin-geon, La Pagode sans ombre.
- François Laut, Monsieur Tout-Blanc, 2016.
- Jean-Louis Poitevin, Séoul, Playstation mélancolique, 2016Sélectionné pour le prix Hors-Concours 2017
- Marcela Dvorakoa et Rodolphe Meidinger, Jalingobi et les Pattes de mouche, 2016.
- Park Sang-ryung, De Morte, novembre 2017.

### Grands nouvellistes
- Kim Dong-in, Les Recherches du professeur K et autres nouvelles, 2017.

### Seonbi, textes anciens de l'Asie de l'Est
- Hong Jong-U et J.-H. Rosny, Le Printemps parfumé, 2017.

### Essais
- Art et cultures du lieu, 2007.
- Yves Millet et Alban Mannisi, Caeruleum.
- Poésie et paysage, 2009.
- Antoine Coppola, Ciné-voyage en Corée du Nord.
- Yves Millet, A l'occasion des rives, 2012.
- Loïc Gendry et Keum Suk Gendry-Kim, De Case en case.
- Frédéric Boulesteix, La Corée, un orient autrement extrême.
- Benjamin Joinau et Elodie Dornand de Rouville, Croquis de Corée.
- Chin Hyung-joon, Confucius au présent, septembre 2017
- Urbanités coréennes, septembre 2017
- La Forteresse de Kaesong, exposition sur les recherches et les fouilles archéologiques conjointes France-RPD de Corée, catalogue d'exposition, octobre 2017
- Gina Kim, Séoul, visages d'une ville, octobre 2017

### Images
- Simon Hatab et Elisa Haberer, Les Couleurs des tumulis, 2017.

### La Corée cent façons
- Manger cent façons, 2016 (EAN 9791091555234).
- Boire cent façons, 2018 (EAN 9791091555449).

### Les Cahiers de Corée
- Cahier de Corée 1.
- Cahier de Corée 2.
- Les Cahiers de Corée, 2000 (ISSN 1228-8489), chap. 3.
- Les Cahiers de Corée, 2001 (ISSN 1228-8489), chap. 4.
- Les Cahiers de Corée, 2002-2003 (ISSN 1228-8489), chap. 5.
- Les Cahiers de Corée, 2004 (ISSN 1228-8489), chap. 6.
- Les Cahiers de Corée, 2006 (ISSN 1228-8489), chap. 7.
- Les Cahiers de Corée, 2007 (ISSN 1228-8489), chap. 8.
- Les Cahiers de Corée, Vivre ailleurs, 2016 (ISBN 979-10-91555-21-0).
- Les Cahiers de Corée, Créer ailleurs, 2016 (ISBN 979-10-91555-29-6).

### Revue Croisements
Revue francophone de sciences humaines d'Asie de l'Est, sous l'égide des sociétés savantes francophone, chinoise, coréenne, japonaise et taïwanaise.
Les différents numéros :
- Universalisme et Multiculturalisme, 2011.
- Ville réelle, ville rêvée, 2012.
- Asie/Afrique, 2013.
- Voyages/Voisinages, 2014.